# Бьорнсен, Эрик
Эрик Бьорнсен (англ. Erik Bjornsen; род. 14 июля 1991 года, Уинтроп) — американский лыжник, участник Олимпийских игр в Сочи. Универсал, одинаково успешно выступает и в спринтерских и в дистанционных гонках. Брат лыжницы Сэйди Бьорнсен. Муж французской биатлонистки, главного тренера команды Аляскинского университета в Анкоридже Марин Дюссер.
В 2008 году окончил среднюю школу Либерти-Белл в округе Оканоган, затем Аляскинский тихоокеанский университет по специальности «бизнес-администрирование». В Кубке мира Бьорнсен дебютировал 8 декабря 2012 года, тогда же первый раз попал в тридцатку лучших на этапе Кубка мира. Всего на сегодняшний день имеет на своём счету 3 попадания в тридцатку лучших на этапах Кубка мира, 1 в личных и 2 в командных гонках. Лучшим достижением Бьорнсена в общем итоговом зачёте Кубка мира является 127-е место в сезоне 2013-14.
На Олимпийских играх 2014 года в Сочи стартовал в пяти гонках: 15 км классическим стилем — 38-е место, 30 км скиатлон — 42-е место, эстафета — 11-е место, спринт — 39-е место и командный спринт с Сайми Хэмилтоном — 6-е место. На Олимпийских играх 2018 года в Пхёнчхане стартовал в четырёх гонках: 15 м классическим стилем — 41-е место, 30 км скиатлон — 42-е место, спринт — 25-е место, командный спринт с Сайми Хэмилтоном — 6-е место.
За свою карьеру принимал участие в четырёх чемпионатах мира (2013, 2015, 2017, 2019), шести чемпионатах мира среди юниоров (2009, 2010, 2011, 2012, 2013, 2014). На чемпионате мира 2017 года его лучшим результатом стало 5-е место в командном спринте.
Чемпион США (2013 — 15 км классическим стилем, 2014 — 15 км классическим стилем, 2016 — масс-старт 50 км классическим стилем, 2018 — масс-старт 50 км классическим стилем, 2019 — масс-старт 50 км свободным стилем, 2020 — масс-старт 30 км классическим стилем).
Использует лыжи и ботинки производства фирмы Fischer.
В 2020 году открыл туристическую компанию. В 2023 году основал брэнд Bjorn To.